# Cecil Spooner
Cecil Spooner (29 de enero de 1875 - 13 de mayo de 1953) fue una actriz de teatro y cine, guionista y directora de cine estadounidense.

## Biografía
Cecil Spooner nació el 29 de enero de 1875 en la ciudad de Nueva York. Su madre, Mary Gibbs Spooner, regentaba un teatro en Brooklyn.
Spooner hizo su debut en el teatro de Nueva York en 1903 en My Lady Peggy Goes to Town. Continuó apareciendo en Broadway durante toda la década.
Spooner se casó con Charles E. Blaney, quien había escrito varias de las obras de Broadway en las que ella apareció, en 1909. Ese mismo año, Spooner hizo su debut cinematográfico en la adaptación de Edison Studios de El príncipe y el mendigo de Mark Twain. Spooner interpretó los papeles del príncipe Eduardo y del mendigo Tom Canty. Un crítico de Moving Picture World la elogió por su capacidad para transmitir las distinciones entre los dos personajes.
En 1914, Spooner escribió, dirigió y protagonizó la película muda Nell of the Circus.
El 9 de diciembre de 1914, Spooner fue arrestada en el teatro del Bronx que dirigía por "indecencia". La policía y la comunidad local se habían sentido ofendidas por la obra que Spooner había estrenado la noche anterior, The House of Bondage, y su tratamiento de la "esclavitud blanca", un término eufemístico para referirse al tráfico sexual. Spooner fue puesta en libertad bajo la custodia de su abogado; revisó la obra dos veces para eliminar el contenido "objetable", pero el espectáculo sólo duró ocho funciones y recibió críticas negativas de los críticos de teatro.
Spooner apareció en varias películas a principios de la década de 1920 y regresó a Broadway a fines de esa década y principios de la de 1930. Su último papel actoral conocido fue en un episodio de 1950 del programa de televisión El Llanero Solitario.[cita requerida]

## Muerte
Cecil Spooner murió el 13 de mayo de 1953, en Sherman Oaks, California.

## Filmografía seleccionada

### Cine
| Año  | Título                   | Papel                 | Notas                         |
| ---- | ------------------------ | --------------------- | ----------------------------- |
| 1909 | El príncipe y el mendigo | El Príncipe-Tom Canty | Cortometraje                  |
| 1909 | Hansel y Gretel          | Hansel                | Cortometraje                  |
| 1914 | The Dancer and the King  | La bailarina          | Cortometraje                  |
| 1914 | Nell of the Circus       | Nell                  | También escritora y directora |
| 1922 | Family Affairs           | Papel desconocido     | Cortometraje                  |
| 1922 | Money or My Life         | Papel desconocido     | Cortometraje                  |
| 1922 | He's Bugs on Bugs        | Papel desconocido     | Cortometraje                  |
| 1922 | Peaceful Neighbors       | Papel desconocido     | Cortometraje                  |
| 1924 | The Love Bandit          | Madge Dempsey         |                               |
| 1924 | One Law for the Woman    | Phillis Dair          |                               |

### Televisión
| Año  | Título               | Papel        | Notas                       |
| ---- | -------------------- | ------------ | --------------------------- |
| 1950 | El Llanero Solitario | Effie Newton | Episodio: Nunca digas morir |